# Línea 503 (San Vicente)
La línea 503 es una línea de colectivos del Partido de San Vicente. Une tanto el lado este como el lado oeste de la Est. Alejandro Korn con distintos puntos del partido. el servicio es prestado por la empresa San Vicente S.A.T. y cuenta con SUBE.

## Recorridos
- Est. Alejandro Korn Oeste - Terminal de Buses de San Vicente
- Est. Alejandro Korn Oeste - Est. Domselaar
- Est. Alejandro Korn Este - B° Santa Ana
- Est. Alejandro Korn Este - B° Los Hornos
- Est. Alejandro Korn Oeste - B° La Pradera
- Est. Alejandro Korn Oeste - B° Papá Francisco (Proyectado)
- Terminal de Buses de San Vicente - Est. Domselaar (Poca frecuencia)